# Gran Premi de Sud-àfrica del 1979
Resultats del Gran Premi de Sud-àfrica de Fórmula 1 de la temporada 1979, disputat al circuit de Kyalami el 3 de març del 1979.

## Resultats
| Pos | No | Pilot                 | Equip                | Voltes | Temps/ Retirada | Pos. de sortida | Punts |
| --- | -- | --------------------- | -------------------- | ------ | --------------- | --------------- | ----- |
| 1   | 12 | Gilles Villeneuve     | Ferrari              | 78     | 1h 41' 49. 96   | 3               | 9     |
| 2   | 11 | Jody Scheckter        | Ferrari              | 78     | + 3.42 s        | 2               | 6     |
| 3   | 4  | Jean - Pierre Jarier  | Tyrrell - Ford       | 78     | + 22.11 s       | 9               | 4     |
| 4   | 1  | Mario Andretti        | Lotus - Ford         | 78     | + 27.88 s       | 8               | 3     |
| 5   | 2  | Carlos Reutemann      | Lotus - Ford         | 78     | + 1' 06.97 min. | 2               |       |
| 6   | 5  | Niki Lauda            | Brabham - Alfa Romeo | 77     | + 1 Volta       | 4               | 1     |
| 7   | 6  | Nelson Piquet         | Brabham - Alfa Romeo | 77     | + 1 Volta       | 12              |       |
| 8   | 20 | James Hunt            | Wolf - Ford          | 77     | + 1 Volta       | 13              |       |
| 9   | 28 | Clay Regazzoni        | Williams - Ford      | 76     | + 2 Voltes      | 22              |       |
| 10  | 8  | Patrick Tambay        | McLaren - Ford       | 75     | + 3 Voltes      | 17              |       |
| 11  | 29 | Riccardo Patrese      | Arrows - Ford        | 75     | + 3 Voltes      | 16              |       |
| 12  | 30 | Jochen Mass           | Arrows - Ford        | 74     | + 4 Voltes      | 20              |       |
| 13  | 14 | Emerson Fittipaldi    | Fittipaldi - Ford    | 74     | + 4 Voltes      | 18              |       |
| Ret | 31 | Hector Rebaque        | Lotus - Ford         | 71     | Motor           | 23              |       |
| Ret | 16 | René Arnoux           | Renault              | 67     | Pneumàtics      | 10              |       |
| Ret | 27 | Alan Jones            | Williams - Ford      | 63     | Suspensions     | 19              |       |
| Ret | 7  | John Watson           | McLaren - Ford       | 61     | Encesa          | 14              |       |
| Ret | 9  | Hans Joachim Stuck    | ATS - Ford           | 57     | Accident        | 24              |       |
| Ret | 15 | Jean Pierre Jabouille | Renault              | 47     | Motor           | 1               |       |
| Ret | 26 | Jacques Laffite       | Ligier - Ford        | 45     | Accident        | 6               |       |
| Ret | 3  | Didier Pironi         | Tyrrell - Ford       | 25     | Accelerador     | 7               |       |
| Ret | 18 | Elio de Angelis       | Shadow - Ford        | 16     | Accident        | 15              |       |
| Ret | 25 | Patrick Depailler     | Ligier - Ford        | 4      | Accident        | 5               |       |
| Ret | 17 | Jan Lammers           | Shadow - Ford        | 2      | Accident        | 21              |       |
| NVQ | 22 | Derek Daly            | Ensign - Ford        |        |                 |                 |       |
| NVQ | 24 | Arturo Merzario       | Merzario - Ford      |        |                 |                 |       |

## Altres
- Pole: Jean Pierre Jabouille 1' 11. 80

- Volta ràpida: Gilles Villeneuve 1' 14. 412 (a la volta 23)